# Trattato di Gallipoli
Il trattato di Gallipoli fu firmato nel maggio 1403 tra Bizantini e Ottomani, dove fu concordata un'amicizia tra i due popoli, con il ritorno di importanti territori all'impero bizantino.

## Sfondo
Costantinopoli, capitale dell'impero bizantino, si trovava sotto assedio da parte dei Turchi ottomani dal 1396, l'assedio proseguì fino al 1402, la situazione era così grave per i Bizantini che l'imperatore bizantino Manuele II Paleologo (1391-1425) andò in Occidente in cerca di aiuto. Ma il 28 luglio 1402 la situazione si rovesciò, visto che nella battaglia di Ancyra il sultano ottomano Bajazet I fu sconfitto e catturato e i suoi figli iniziarono una lunga guerra di successione (1402-1413).

## Il trattato
Solimano si impossessò dei domini ottomani in Europa e nel maggio 1403, con il coimperatore bizantino Giovanni VII Paleologo (che Manuele aveva lasciato a governare a Costantinopoli) firmò il trattato di Gallipoli. Nel trattato si dichiarava che l'impero bizantino non era più vassallo degli Ottomani, sicché Tessalonica, con tutta la penisola Calcidica, la costa del Mar Nero e molte isole dell'Egeo tornavano ad essere territori Bizantini; in più furono liberati tutti i prigionieri Bizantini. Ciò fu concesso ai Bizantini in cambio del riconoscimento della sovranità di Solimano su Adrianopoli. Questo patto fu suggellato da Solimano, perché egli sapeva che se voleva diventare sultano di tutto l'impero ottomano aveva bisogno dell'aiuto dell'impero bizantino.
Nei primi mesi del 1411 Solimano fu ucciso dal fratello Musa Çelebi, che così facendo si impossessò dei territori europei. Musa era ostile all'impero bizantino: revocò tutte le concessioni del trattato di Gallipoli e assediò Costantinopoli e Tessalonica, ma senza conquistare nessuna delle due città. Manuele era intenzionato a liberarsi di Musa e per questo, nei primi mesi del 1412, spedì un'ambasceria a Mehmet I (1413-1421), sultano ottomano dell'Asia Minore, offrendogli l'alleanza dei Bizantini in cambio della conferma delle concessioni fatte da Solimano. Il sultano accettò, capendo che non avrebbe potuto vincere la guerra civile senza l'aiuto dei Bizantini e il 5 luglio 1413 si scontrò a Chamurli (nell'attuale Bulgaria occidentale) contro Musa, che venne sconfitto e ucciso.

## Antefatto
Il trattato di Gallipoli fu il prodotto di una fine diplomazia bizantina, grazie a questo trattato fu garantita la pace nell'impero per due periodi, il primo dal 1403 al 1411 e il secondo dal 1413 al 1421. Mehmet I fu l'unico sultano ottomano a mantenere per tutta la sua vita la pace con l'impero bizantino, i Bizantini grazie a questo trattato poterono allungare la loro sopravvivenza, ancora per un cinquantennio, infatti l'impero cadde il 29 maggio 1453.